# Congé de solidarité
Un congé de solidarité est une mission bénévole courte, exercée par un salarié en congés payés ou sabbatique pour réaliser des actions à vocation humanitaire ou autre activité d’utilité sociale. Cette action est basée sur le principe de volontariat. Il existe plusieurs dispositifs qui permettent d'encadrer ses missions décrit dans les sections suivantes. Le congé de solidarité est pratiqué notamment par Développement Sans Frontières, France Volontaires ou Planète Urgence.
D'autres dispositifs existent lorsque l’employé réalise des missions de solidarité sur son temps de travail comme le mécénat de compétences ou les journées d’action solidaire ; le temps passé par ses collaborateurs peut alors faire l'objet d'une défiscalisation  en application de la Loi Aillagon.
Le congé de solidarité familiale quant à lui permet à un salarié d'assister un proche gravement malade tout en touchant une allocation journalière d'accompagnement d'une personne en fin de vie.

## Démarches
Le salarié volontaire n’a aucune obligation de rendre des comptes à son employeur sur ses activités durant les congés. Il lui suffit alors de trouver une association qui a besoin de lui, qui l’accepte sur la période de ses congés et qui propose un cadre minimal pour s’engager.
Au-delà de ce principe simple, les associations d’envoi de volontaires développent de plus en plus ce concept car il permet de recruter des compétences professionnelles pour appuyer les projets et, dans certains cas, d’obtenir de l’employeur qu’il finance tout ou partie des coûts de la mission de son employé. Le financement n’a rien d’obligatoire pour l’employeur, mais il offre divers avantages considérés pour l’employeur comme une démarche RSE tournée vers l’international et un moyen de promouvoir les valeurs de l’entreprise.

## Congé de solidarité internationale
Le congé de solidarité internationale  est un droit des salariés français inscrit dans la loi française depuis 1995.
Le salarié a droit à un congé de solidarité internationale pour participer à une mission hors de France pour le compte d'une association à objet humanitaire ou pour le compte d'une organisation internationale dont la France est membre. La durée de ce congé ne peut excéder six mois et la liste des associations est fixée par arrêté interministériel.

## Congé Solidaire

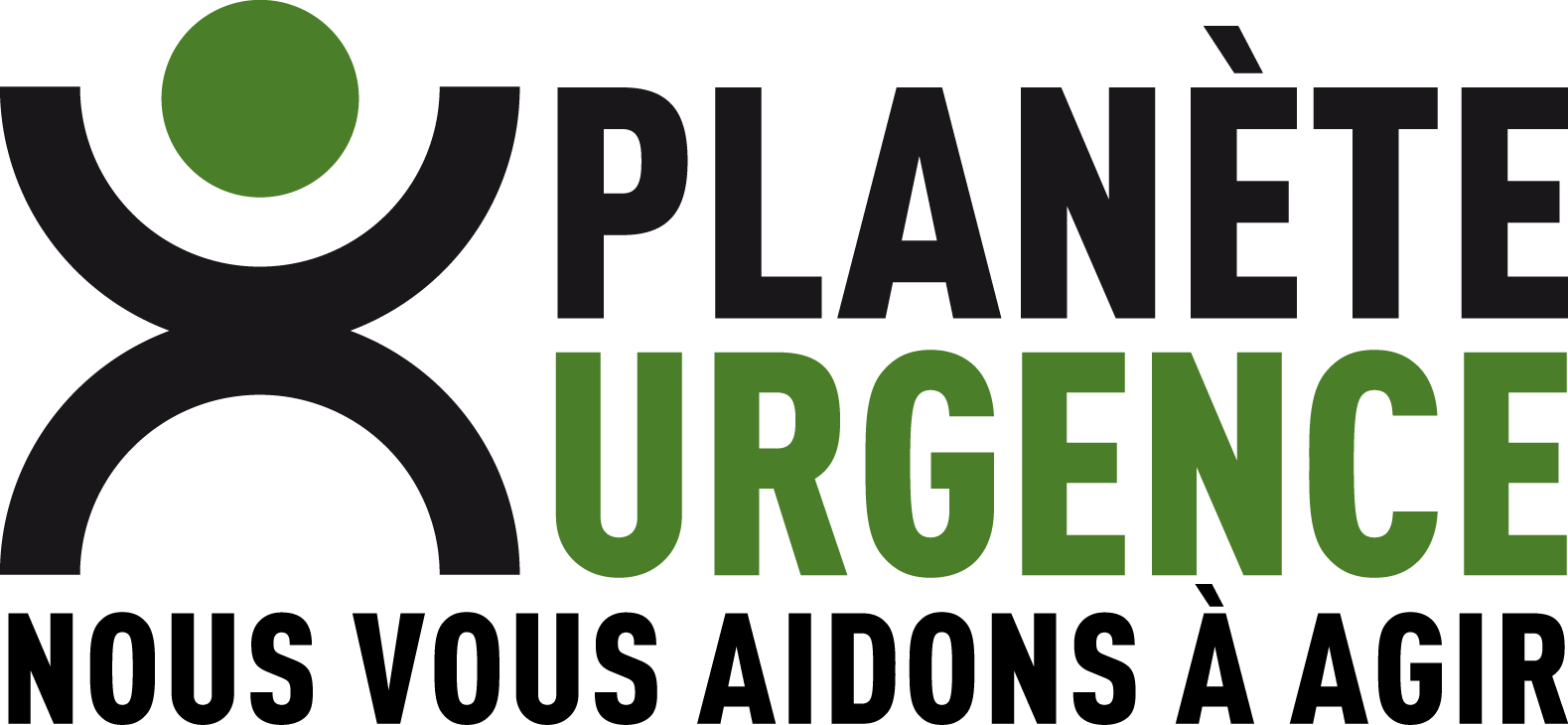

Le Congé Solidaire est aussi une marque déposée de l'association Planète Urgence qui a créé ce concept en 1999. Planète Urgence a été Reconnue d'Utilité Publique en 2009
Le Congé Solidaire est caractérisé par : 
- une mission courte de solidarité internationale ou de protection de l'environnement (2 semaines à 1 mois) avec une formation de trois jours avant le départ, un encadrement sur place, en appui à des acteurs locaux (associations, groupements de femmes, d’artisans, coopératives, collectivités locales, réseaux éducatifs et partenaires scientifiques), partout dans le monde ;
- une mission effectuée sur les congés ou le temps libre du volontaire ;
- un financement ou un cofinancement par l'employeur, ou un financement individuel, sous la forme d'un don à l'association permettant le départ en mission.

Depuis la création de l'association en 2000, 7850 volontaires sont partis en mission de Congé Solidaire avec Planète Urgence, dont la moitié avec le soutien de leur employeur. En 2016, 70 grands groupes, PME, TPE, comités d’entreprises, fondations d’entreprises et collectivités locales ont été partenaires du Congé Solidaire.

## Volontariat des Nations Unies
Les volontariats des Nations unies sont chargés de soutenir l’Organisation des Nations unies dans divers domaines d’activité : actions humanitaires, développement durable, opérations de maintien de la paix. Ils peuvent être issus de champs de compétences variés : agriculture, santé, éducation, sciences sociales, industrie, infrastructures, etc.
Les activités des volontaires VNU s’articulent autour de trois volets de contributions marquantes :
- élargir l’accès et améliorer la distribution des services ;
- permettre l’insertion et la participation des personnes marginalisées ;
- mobiliser les communautés par le biais de l’action volontaire.